# 니아 다코스타
니아 다코스타(영어: Nia DaCosta, 1989년 11월 8일~)는 미국의 영화 감독, 영화 각본가이다. 2018년 영화 《리틀 우즈》로 감독 데뷔했다.

## 작품 목록
- 리틀 우즈 (2018)
- 캔디맨 (2021)
- 더 마블스 (2023)
- 28년 후: 더 본 템플 (2026)